# Forest festival
Het  Forest festival is een muziekfestival dat sinds 2003 jaarlijks plaatsvindt in de Belgische plaats Lede. Er wordt elektronische muziek gespeeld, met name drum and bass en dubstep.

## Programmatie

### 2003
Mike Thompson, Kash, Sub7, Jeks, Manuxx, JoskoBoxxo, Sifaka, Soulraver, Parkcruiser, MacHarris, Fisher, Acrid, Bugsy, Recloose, Ward

### 2004
MikeThompson, Alain Faber, Jensen, Jeks, Vector, Manuxx, Joeri, JoskoBoxxo, Bugsy, Pete V, Ward, Tiresz, Sifaka, Soulraver, MacHarris, Lolo, Thomasz Christian, Parkcruiser, Acrid, Echo, Skillzophrenia (live), PnoT, Gäsp:R, ILLmatic, E-motion, Decoleo, Kemiko Surimi, Cyclamic.

### 2005
Redhead, Arkanoid, Free, Y.D.B.(uk), Ed&Taylor(uk), Kuylo, Decoleo, Miss Elorak, D-Convict, Bugsy&Jensen, Sifaka, Lola, Brainzzz & Subtronic, Christian Thomasz, Szymon, Jex, Rigital&Digital, Manuxx, Mobi, Soulraver (fr), Unpronouncables (live), Aurex (live), Oxidizer.

### 2006
Redhead, Arkanoid, Soulraver, Ep&Taylor, YoungDirtyBastards, Rigital&Digital, The Dynamic Bros, Jex, Bugsy&Jensen, D-convict, Lola, Miss Elorak, Free, Goldorak, Kuylo, Sifaka, Manuxx, Oxidizer, The Unpronoucables live, Aurex

### 2007
Absolut Groovety, Callèz live, Biotech, Missteak, Manuxx, Axuma, D-Convict & Wasp, Rastronauts, Trish VanEynde, Bass-X & Szymon, K_os, Madscat, Tom Hades, Smos & Baby Bee, Jex, Pura Vida, Christian Thomaz, Windub, Office Crew, Franco Cangelli, The Seven Laws of Woo, System-D, Bremzy, Cole, Garland (Groove Grocery), Lady Lite & mc Mary Jane, Pete V, Fred Nasen, TurnTableDubbers, Iridium, Cekezz & D-josz, Redhead, Colorless green ideas, X&trick, Soulphonic, E-phonk, JayLee, Pura vida productionz, KASTOR, The splifftones, Lo-renz, FESO, DJ Mate & Goony, Horny Horses, D-im3, Seba Lecompte, Undefined, Rigital&Digital, Bugsy & Jensen, Echovirus & Tito, Café Con Leche, JnB & T-O live

### 2008
Paul Chambers, Tom Dazing, Soul Phonic, Kenny Raw, Jeks, Echovirus, System -D, Mercredi, Joey Payne, Pete V Cole, alert & Crucifix, Off!ce Crew, Hookerz&V-gaz, D-mi3, Holyfeet, Christian Thomaz, Feso, 808SNKRHDZ, Local Madness, Pete Howl, Soulcircus aka Bugsy, Rest In Beatz, Rolling Maffia, D-convict & Wasp, X&trick, Die Clique, Mario Le Blanc, Nonvio, Pura Vida Productions, Heliopauze, Anouk Weber, Szymon & Sixty69Nine, Tecnum, Manuxx, Ezus, Etnik, Scypus

### 2009
DJ Prinz, Tom Dazing, Jèks, Bugsy, Stevie P, Gols, Tecnum, Gecko, Big Hair, X&Trick, Deejay Delta & Anna Lua, Hookerz & V-Gaz, Strike Out Crew, June Miller, Trish, Fred Nasen, Seba Lecompte, Melany Bramley, Misucc vs Minus E, Duo-Tone.

### 2010
Jeks, Bugsy (What’s Cookin’?), Tom Dazing, Soulphonic, Sorgenkint (DE), Xeeder, Jack ‘n Jazz (What’s Cookin’?), Don Santos, Tecnum, Massaar, Die-clique, Ben & Karbie, Manuxx, mtbc…., Merdan Taplak, Balkan Hotsteppers, Dunya, Hapu & Soj (NL), Bunzero, Ganja White Night, Matar, Madrugado, Gaspa, Gaz, Monba, Geile Gleuf Maddefakkers, Tsiganisation Project, Soul Shakers, Desperado, mtbc, Bender & vj Skuff, Estatik, Vyron & Devnik (NL), Hookerz, Syntopia, Groover & vj Elmo, Dephanx (Strike Back- NL), Shapezzz (Strike Back-NL), Future Line (Strike Back-NL), MC Mulitplex (Utreg Massive – NL), MC NoiA (Adubt / Strike Back- NL), Nitwits (Nitrous & I-witness), Goldorak & Solpher, Echo Virus.

### 2011
Jeks, Koodoo, Psytox, Gols, Tom Dazing, Massimo Girardi, Merrec, Drop!u!, Future Line, Trap, Tyson, Devnik, Dephanx, MC Multiplex, VJ Tashtec, OMGWTF aka Alchemyst, Dusk Creator, Saviour, Grimelock, Bunzer0, DJ Majix, Kinkle, Gamma GT, Nerveux, Nasty Bartender, MacDict b2b Massaar, Fubar, T-O, Soul Shakers, Balkan Hotsteppers, Jensen & Bugsy, Cheap Charly Men, San Soda Live, Raoul Belmans, Jack & Jazz, VJs Dizzy & Woozy, Viktor Bodrovski, Steve Cop, Tomaz, Rave Our Souls, Spacid, Stoornis, VJ Daxx, Alert, MC Mush, Cause 4 Concern (UK), CRUCIFIX, Hidious, Hookerz ft. MC Nice, Iridium, Speedwagon, STYKZ, i1x vs Reynz, The Owl Jolsons, Boppin Benvis Brothers, Dj Dunya.